# 遠山和葉
遠山 和葉（とおやま かずは）は、『週刊少年サンデー』で連載されている青山剛昌原作の漫画作品、およびそれを原作とするテレビアニメなどのメディアミックス『名探偵コナン』の作品に登場する架空の人物。
アニメでの声優は宮村優子が担当している。ドラマでの俳優は岡本玲が担当している。

## 概要
服部平次のガールフレンド。平次と同じく改方学園高等部2年に在籍。大阪府に在住。年齢は17歳。基本的な髪型は大きなリボンで結んだポニーテールだが、就寝前には髪を下ろす。平次とは作品を問わず2人で登場しており、和葉単独での登場は一度も無い。
父は大阪府警察刑事部長・遠山銀司郎。母は元機動隊銃器対策部隊・遠山櫻。劇場版第14作『天空の難破船』では、横浜から引っ越してきた奈良在住の親戚の少年・川口 聡（かわぐち さとし、声 - 大橋のぞみ）が登場している。
名前の由来は、「遠山」は遠山金四郎、「和葉」はアシスタントの夫人の名前が気に入ったから。

## 人物
気さくで明るく面倒見の良い性格。ナンパされたり好意を持たれたりすることもあるほど可憐な容姿。だが、気の強さも併せ持つ。特技は2段の腕前を誇る合気道。
一人称は「アタシ」。周囲からの呼称は、「和葉（服部平次・遠山銀司郎・女子生徒の同級生関係者から）」、「和葉姉ちゃん（江戸川コナン）」、「和葉ちゃん（コナンが工藤新一として・毛利蘭・鈴木園子・毛利小五郎など）」、「葉っぱちゃん（大岡紅葉）」。アニメでは、世良真純から「ポニテの彼女」と呼ばれたこともあり、現時点で名字で呼ばれたことは一度もない。
犯人の遺留品に気付いたり、平次の残した暗号のメッセージを解読したりと勘は良く、蘭と共同で事件を推理したこともある。歴史の知識にはバラつきがあり、大阪にゆかりの深い豊臣秀吉には詳しい一方、「風林火山」の意味は知らない。
意地っ張りな点やお化けや雷が嫌いな点など、蘭と似たところがある。停電した時は近くに居た男性の腕に思わず抱きつくなど、意図せずに平次を嫉妬させることも多い。
料理が得意であり、蘭とともに食事を作ることも頻繁にある。劇場版第21作『から紅の恋歌』では、平次を巡って競技かるたの高校生チャンピオンである大岡紅葉と百人一首の対決をすることになり、元クイーンでもある平次の母親・服部静華の指導のもと、紅葉と渡り合うほどの実力を身につけた。
原作での初登場は19巻で、灰原哀（18巻初登場）より後に登場したが、アニメでは118話が初登場で灰原（129話で初登場）より先に登場している。2003年時点では蘭より男性ファンからの人気が高かった。第1回キャラクター人気投票での順位は8位（40票）。テレビ&劇場版15周年記念のキャラクター人気投票では7位。2012年の『週刊少年サンデー』連載800回記念キャラクター人気投票では11位。2020年5月7日発売の雑誌『ダ・ヴィンチ』2020年6月号で実施された「読者にしあわせを与えてくれたキャラ」ランキングでは、15位を獲得した。
劇場版では、第3作『世紀末の魔術師』で初登場。それ以降、第7作『迷宮の十字路』・第10作『探偵たちの鎮魂歌』・第13作『漆黒の追跡者』・第14作『天空の難破船』・第17作『絶海の探偵』・第21作『から紅の恋歌』・第27作『100万ドルの五稜星』に登場している。このうち、『迷宮の十字路』『から紅の恋歌』『100万ドルの五稜星』ではメインキャラクターとして登場しており、『から紅の恋歌』ではヒロインとして登場する。
平次と同様、テレビアニメ版のオリジナルエピソードには殆ど登場しておらず、登場作品は2作のみで、2013年以降の劇場版のプレストーリーには一度も登場していない（2025年現在）。
ドラマ版では、東京（警視庁管轄）で平次の父であり大阪府警察本部長である服部平蔵の名前を出して担当刑事を黙らせ、そのことを嫌がる平次には「使えるもんは使わんと」と進言するしたたかな一面を見せている。

## 人間関係

### 平次との関係
服部平次と幼馴染で、彼にとっては初恋の人である。「平次の姉役」を自称している一方、当の平次からは子分扱いされていた。平次とは長らく両想いだったが、互いに想いを伝えられない状況が続いていた。
平次のことになると後先考えずに無鉄砲な行動に走る傾向がある。平次の剣道の試合では、試合に出ないにもかかわらず部員以上に張り切る。また、負傷した平次を見た際には、周囲の者が耳を塞ぐほどの大声で泣いたことがある。
幼い頃に平次とつながれた手錠の鎖をお守りに入れ、彼のお守りにもこっそり入れている。中学時代には、スキー上級者の平次と一緒にいたいがために自らも上級者だと偽り、その練習のし過ぎで足を捻挫したこともあった。平次との待ち合わせでは、彼に忘れられてもなお4時間も待ち続けたことがある。
蘭が新一に告白されたことに触発され、一度は勇気を出して平次に告白したものの、前置きとして話した新一の告白に驚いた平次が途中でコナンの元へ向かったため不発に終わる。また、大岡紅葉からは平次を巡る恋敵として認識されており、彼女からの妨害を受けることもあった。しかし、浪速ハルカスで平次の独り言を偶然耳にして両想いであることを知り、晴れて平次と交際することとなった。

### その他の人物との関係
大阪を訪れてお好み焼き店に入ったコナン一行（江戸川コナン・毛利小五郎・毛利蘭）のもとに平次がいない間、いきなりコナン一行の隣に入り込んで席に座ったのが初登場。当時は蘭と平次の仲を疑っており、一行が最初に訪れた通天閣から尾行と監視を続けていた。
平次との初上京以降、コナンや蘭とはさらに親交を深めている。コナンのことは可愛がっており、蘭と同様に優しい態度で接しているが、その行動力を見てただの子供ではないと思っている節もある。
蘭のことは恋敵だと誤解し、執拗にライバル心を燃やしていたが、誤解が解けて以降は良き親友となっている。互いに幼馴染との関係をからかい合うほか、「家族ぐるみで付き合いのある幼なじみの探偵を好きになっている」という似た恋愛事情を持つことから、互いの恋を真剣に応援し合ってもいる。
蘭の親友である鈴木園子とも蘭を通じて友人となっており、原作では会話するシーンが少ないが、劇場版作品やOVA作品では会話も多く意気投合している。劇場版第21作『から紅の恋歌』では、園子は風邪のために和葉と会えなかったが、和葉が競技かるたの大会へ急遽出場することになったと蘭から連絡を受けた際は、和葉のために鈴木財閥の力で練習用のホテルの部屋や食事の手配を指示している。
現時点で、黒ずくめの組織に関わったことは原作・アニメ共に一度もなく、存在自体もまったく知らないが、劇場版にて灰原哀が科学者であることを阿笠博士と平次の会話から知った。